# Phan Rang
Phan Rang là một phường thuộc tỉnh Khánh Hòa, Việt Nam được thành lập vào ngày 16 tháng 6 năm 2025.

## Lịch sử
Ngày 16 tháng 6 năm 2025, Ủy ban Thường vụ Quốc hội ban hành Nghị quyết số 1667/NQ-UBTVQH15 về việc sắp xếp các đơn vị hành chính cấp xã của tỉnh Khánh Hòa năm 2025 (nghị quyết có hiệu lực ngày thông qua). Trong đó, hợp nhất các phường Kinh Dinh, Phủ Hà, Đài Sơn, Đạo Long thành phường Phan Rang.

## Địa lý
Phường Phan Rang có ranh giới với các xã, phường:
- Phía Bắc giáp với phường Bảo An và phường Ninh Chử.
- Phía Nam giáp với xã Phước Dinh.
- Phía Đông giáp với phường Đông Hải.
- Phía Tây giáp với xã Ninh Phước.